# Loxosceles rufescens
Loxosceles rufescens és una espècie d'aranyes araneomorfes de la família dels sicàrids (Sicariidae). Fou descrita per primera vegada l'any 1820 per Léon Dufour.

## Distribució
Aquesta espècie és cosmopolita. És pròpia de la conca mediterrània però a conseqüència de l'activitat humana ha estat introduïda als Estats Units (també a Hawaii), a Mèxic, al Canadà, a Austràlia, al Japó, a Corea, a la Xina, a Laos, a Tailàndia, a l'Índia, a Sud-àfrica i a la Macaronèsia.

## Descripció

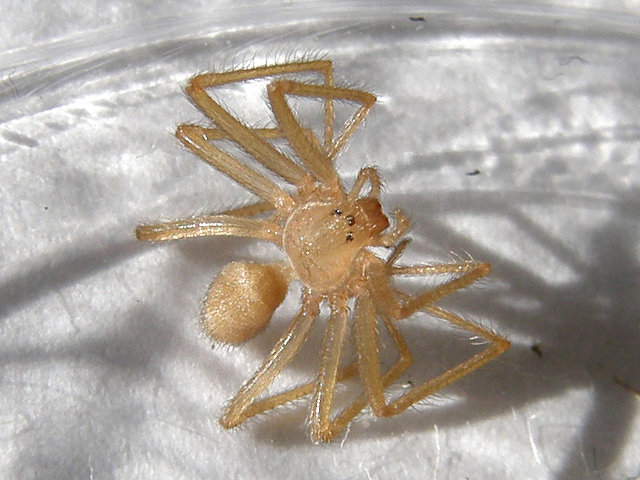
Loxosceles rufescens

El mascle descrit per Gertsch i Ennik l'any 1983 fa 7 mm i la femella 7,5 mm. Loxosceles rufescens és de color bru; la majoria d'aquestes aranyes tenen una taca panduriforme sobre la seva closca i una ranura longitudinal. Té sis ulls i pèls clars sobre el cos i les potes.
Com molts sicàrids, construeix teranyines irregulars, en placa. La femella pon entre 30 i 300 ous per cada sac que conserva a la part posterior de la seva teranyina.

## Verí
El seu verí és relativament tòxic per a l'home i la seva mossegada pot provocar una ferida de fins a 10 cm de circumferència. La toxicitat del verí és agreujada per les fortes calors i se sospita que pot arribar provocar greus problemes en la reacció d'algunes persones. Les aranyes d'aquest gènere, com les d'altres espècies de la família Sicariidae, produeixen un verí que conté un agent necrosant de la pell (dermonecròtic); és l'esfingomielina D, que també es troba en alguns bacteris patògens.